# Újonc a világűrben
Az Újonc a világűrben (oroszul: Стажёры) Arkagyij és Borisz Sztrugackij szovjet (orosz) írók 1962-ben megjelent tudományos-fantasztikus regénye.
A művet áthatja az akkoriban a Szovjetunióban jellemző felfogás: a technológiába és a haladásba vetett hit. A bíborszínű felhők bolygója és a Végállomás: Amalthea után az Újonc a világűrben a Sztrugackij fivérek harmadik és egyben utolsó regénye, amely a hard science fiction műfajába tartozik.
A regény legfontosabb üzenete: „A lényeg mindig a Földön van.”

## Történet
|  | Alább a cselekmény részletei következnek! |

A Prológusban Jurkovszkij és Bikov elbúcsúznak a fiatal Grisa Bikovtól – Bikov fiától – és Dauge-tól, mert kiküldetésbe indulnak a Mirza-Charle nemzetközi űrrepülőtérről. Eközben a regény főszereplője Jurij Borogyin, a fiatal vákuumhegesztő is az űrkikötőben tartózkodik, mert szeretne eljutni a Rheára. Az édesanyja megbetegedett, ezért Jurij egy nappal lekéste az űrhajót, amely új munkahelyére, a Szaturnusz egyik holdjára szállította volna. A kikötő igazgatójához irányítják, de jelenleg a parancsnok a városon kívül tartózkodik. A csalódott fiatalember betéved egy kapitalisták által vezetett bárba, ahol a tulajdonos-csapos ideológiai vitát folytat egy orosz kommunistával. Jurij összebarátkozik az orosszal, Ivan Zsilinnel, és elmondja neki a problémáját. Ivan azt javasolja Jurijnak, hogy este menjen el az űrkikötő szállodájába, és próbálja meggyőzni az ott tartózkodó űrhajósokat, hogy vigyék el. Jurij így tesz, találkozik Bikovval és Jurkovszkijjal. Jurkovszkij, aki Nemzetközi Űrszállítási Minisztérium főfelügyelőként szolgál, azt tervezi, hogy körutat tesz több bolygóra és más csillagászati objektumra. Bikov, a Tahmaszib űrhajó kapitánya úgy dönt, hogy gyakornokként magukkal viszik Jurijt.
A Marson a földi (többnyire orosz) gyarmatosítók repülő óriáspiócákkal, idegen létformákkal küzdenek. A telepesek nagyszabású piócavadászatot terveznek, előtte rájönnek, hogy a környékbeli (Régi Bázisnak hitt) épületek egy részét nem ember alkotta. Mivel az épületek nagyon hasonlítanak a telepesek által felállított egyszerű előregyártott szerkezetekre, mindenki azt hitte, hogy a korábbi expedíciók hagyták ott őket. A piócák elleni hajtóvadászatot – részben Jurkovszkij fegyvereivel – sikeresen megvalósítják.
Útban az Eunomia kutatóállomás felé az űrhajó legénysége vészhelyzeti gyakorlatot hajt végre, és Jurij, bár feszült és zavarodott, ellenáll a nyomásnak.
Az Eunomia egy nagy aszteroida volt, amely néhány év kutatás után szinte teljesen eltűnt. Jurkovszkij és Jurij tanúi lesznek egy tervezett kísérletnek a gravitációs hullámok terjedésével kapcsolatban, amelyek az aszteroida egy Mount Everest méretű darabjának megsemmisítésével jönnek létre. Sok fizikus szeretne az Eunomiával foglalkozni az általa kínált egyedülálló kutatási lehetőségek miatt. Az állomás erősen túlzsúfolt, de a tudósok szívesen beletörődnek az olyan kellemetlenségekbe, mint az élelmiszerhiány vagy a liftben való alvás. Jurkovszkij segít rajtuk, a saját élelmiszerkészletéből egy láda konzervet ad az éhes fizikusoknak. Azt mondja, hogy az ilyen tudósoknak példaképnek kell lenniük Jurij számára.
A Bamberga aszteroidán értékes „kozmikus gyöngyök” találhatók. A kapitalisták bányát üzemeltetnek a Bambergán. A profit maximalizálása érdekében a bányászok több mint hat órát dolgoznak naponta, annak ellenére, hogy az ottani magas sugárzási szint egészségügyi kockázatokat jelent. Ez betegségekhez és korai halálhoz vezethet. A helyi biztonsági felügyelő, a magyar kommunista tiltakozik, de figyelmen kívül hagyják az észrevételeit és zaklatják. Jurkovszkij több bűncselekmény miatt letartóztatja a bánya igazgatóját, de ellenállásba ütközik az elvakult munkások többsége részéről, akik csak a kereseti lehetőségük csökkenésétől tartanak. Felszólítja a dolgozókat, hogy válasszanak helyettest, emlékeztetve őket arra, hogy a bányászati engedélyt csak ideiglenesen adták ki, és azt bármikor visszavonhatják. A bányászok határozottan tiltakoznak a korlátozások és szigorítások ellen. Az egyik munkás visszaadja a gyöngyöket, amelyet Jurkovszkij véletlenül hagyott hátra. A visszavitt „kavicsok” nagy összeget érnek, és Jurkovszkij úgy gondolja, hogy van még remény a változásra.
Visszatérve az űrhajóra, Jurij és Zsilin egy akciófilmet néznek az űrkutatás hőseiről, a fiatal Jurij lelkesen figyeli a filmet. Zsilin elmagyarázza, hogy a film túlságosan leegyszerűsíti a dolgokat, és az élet sokkal bonyolultabb, sokkal kevésbé romantikus, mint ahogyan azt ábrázolják. Utal A bíborszínű felhők bolygója eseményeire.
Az utazás következő állomása a Dioné űrobszervatórium. Az ottani kutatók eredményes és értékes tudományos kutatótevékenységet folytatnak. A személyes kapcsolatok azonban megromlanak. Jurij tanúja lesz annak, hogy egy kutatónőt megsértenek, ezért összeverekedik az egyik fiatal asztrofizikussal. Kiderül hogy a vezető tudósok közül ketten pletykákat terjesztenek a többiekről, hogy tudományos karrierjüket előmozdítsák. Jurkovszkij az álhírgyártókat visszaparancsolja a Földre. A főfelügyelő szerint ennek a két embernek azért sikerült ilyen sikeresen megtévesztenie a csoport többi tagját, mert a kommunista társadalomban sokan nincsenek hozzászokva ahhoz, hogy mások nyíltan hazudjanak nekik, és túl büszkék ahhoz, hogy maguk próbálják kideríteni az igazságot.
A Tahmaszib űrhajó közeledik a Szaturnuszhoz, és megáll a Gyűrű–1 űrállomáson. Onnan Jurijnak a Gyűrű–2-re kell mennie: a munkahelyére. Jurkovszkij hamarosan túl öreg lesz az űrutazáshoz, valószínűleg ez az utazás az utolsó űrrepülése. Korábban sokat kutatott a Szaturnusz gyűrűivel kapcsolatban, és most szeretné közelről látni őket. Ugyanez igaz a hajó navigátorára is. Jurkovszkij és Krutyikov kozmoszkáffal repülnek a gyűrűk közelébe. Ahogy közelednek a gyűrűkhöz, Jurkovszkij egy szokatlan (és mesterségesnek tűnő) sziklaképződményt vesz észre, és sürgeti a navigátort, hogy repüljön közelebb, a meteoritütközés veszélye ellenére. Bikov kapitány rádión keresztül megparancsolja nekik, hogy álljanak meg. Mégis, mert Jurkovszkij szeretne többet megtudni az objektumról, ezért használhatatlanná teszi a rádió vevő részét. Krutyikov végül beleegyezik, és leereszkedik a különös képződmény közelébe. Bikov gyorsan közeledik feléjük egy rakétán, aminek a Gyűrű–2 űrállomásra kellene indulnia Jurijjal a fedélzetén. Jurkovszkij és Krutyikov rakétáját meteoritok találják el, és meghalnak. Jurij megsérül, és kórházba kerül.
|  | Itt a vége a cselekmény részletezésének! |

## Szereplők
- Jurij Borogyin, vákuumhegesztő
- Alekszej Bikov, a Tahmaszib űrhajó kapitánya
- Ivan Zsilin, fedélzeti mérnök
- Vlagyimir Jurkovszkij, bolygószakértő
- Mihail Krutyikov, navigátor
- Grigorij Dauge, nyugalmazott űrhajós
- A marsi bázis (Otthonos Szirt) munkatársai
- Kosztya, az Eunomia kutatóállomás vezetője
- Barabás Béla, a Bamberga biztonsági felügyelője, magyar kommunista
- Mr. Richardson, a bambergai bánya ügyvezetője
- Vlagyiszlav Kimovics Serseny, a Dionén működő Obszervatórium igazgatója
- Zina Satrova, kutatónő a Dionén
- Korf kapitány

## Megjelenések

### Magyarul
- Újonc a világűrben (Európa Könyvkiadó, Budapest, 1965, fordította: Füzesi Gyula)
- Újonc a világűrben (Galaktika Fantasztikus Könyvek,  Metropolis Media, Budapest, 2019, fordította: Sándor Gábor)[4]

## Kritika
A történetnek erős optimista és humanista üzenete van. A mű lapjain kirajzolódik a szerzőknek az emberbe vetett hite, erkölcsi nagysága.
Kiemelkedő helyet foglal el a vulgaritás problémája. A szerzők bírálják a burzsoáziát, amely még mindig a régi világban maradt. A cselekmény fordulataiban kétféle ember áll szemben egymással: a kommunizmus emberei és a korlátozott kapitalisták. Feltárulnak a polgárok primitív életorientációi, a fogyasztás elsőrendűsége.
Számos kritikus negatívan értékelte a történetet. Mivel formai okuk nem volt arra, hogy a történetet a deklarált pártvonallal ellentmondónak tartsák, a kritikusok felhívták a figyelmet a szereplők jellemének túlzott, véleményük szerint földhözragadtságára, a párbeszédek hétköznapiságára, sőt némelyik szereplő megnyilvánulásának durvaságára, az emberhez nem illő modorra.
Maguk Sztrugackijék először úgy értékelték a történetet, mint „új szót” a sci-fi-ben, de Borisz Sztrugackij szerint nagyon hamar kinőtték belőle. Az Újonc a világűrben regény után megváltozik a világlátásuk és a stílusuk. A „Dél világa” történetei és regényei következnek, amelyekben már a szereplők belső tulajdonságai, ellentmondásai a lényegesek.

## Csillagászati érdekességek
A regényben a szerzők megjósolták a gyűrűk létezését az összes óriásbolygón. A történet írásakor csak a Szaturnusz gyűrűi voltak ismertek, de a szöveg konkrét megállapításokat is tartalmaz a gyűrűk jelenlétéről a Jupiter (a gyűrűket 1979-ben fedezték fel), az Uránusz (a gyűrűket 1977-ben fedezték fel) és a Neptunusz (1989-ben felfedezték fel a gyűrűket) bolygókon.

## Fordítás
- Ez a szócikk részben vagy egészben  a   Space Apprentice című angol Wikipédia-szócikk ezen változatának fordításán alapul.  Az eredeti cikk szerkesztőit annak laptörténete sorolja fel. Ez a jelzés csupán a megfogalmazás eredetét és a szerzői jogokat jelzi, nem szolgál a cikkben szereplő információk forrásmegjelöléseként.
- Ez a szócikk részben vagy egészben  a(z)   Стажери című orosz Wikipédia-szócikk ezen változatának fordításán alapul.  Az eredeti cikk szerkesztőit annak laptörténete sorolja fel. Ez a jelzés csupán a megfogalmazás eredetét és a szerzői jogokat jelzi, nem szolgál a cikkben szereplő információk forrásmegjelöléseként.